# Discocelides
Discocelides är ett släkte av plattmaskar som beskrevs av Bergendal 1893. Discocelides ingår i familjen Plehniidae.
Kladogram enligt Catalogue of Life och Dyntaxa:
| Discocelides | \| \| Discocelides ellipsoides \| \| \| \| \| \| Discocelides langi \| \| \| \| |
|              | \| \| Discocelides ellipsoides \| \| \| \| \| \| Discocelides langi \| \| \| \| |
|              | Plehnia                                                                         |
|              |                                                                                 |
|              | Discocelides ellipsoides                                                        |
|              |                                                                                 |
|              | Discocelides langi                                                              |
|              |                                                                                 |

|  | Discocelides ellipsoides |
|  |                          |
|  | Discocelides langi       |
|  |                          |